# Dubensky (huyện)
Huyện Dubensky (tiếng Nga: ? райо́н) là một huyện hành chính tự quản (raion), của Mordovia, Nga. Huyện có diện tích 1067 kilômét vuông, dân số thời điểm ngày 1 tháng 1 năm 2000 là 16800 người. Trung tâm của huyện đóng ở Dubenki.